# Pygopristis denticulata
Pygopristis denticulata är en fiskart som först beskrevs av Cuvier, 1819.  Pygopristis denticulata ingår i släktet Pygopristis och familjen Characidae. Inga underarter finns listade i Catalogue of Life.